# Saint-Aubin (Côte-d'Or)
Saint-Aubin is een gemeente in het Franse departement Côte-d'Or (regio Bourgogne-Franche-Comté) en telt 248 inwoners (1999). De plaats maakt deel uit van het arrondissement Beaune.

## Geografie
De oppervlakte van Saint-Aubin bedraagt 9,6 km², de bevolkingsdichtheid is 25,8 inwoners per km².
De onderstaande kaart toont de ligging van Saint-Aubin (Côte-d'Or) met de belangrijkste infrastructuur en aangrenzende gemeenten.

## Demografie
Onderstaande figuur toont het verloop van het inwonertal (bron: INSEE-tellingen).
1. ↑  Populations de référence 2022.